# Carl de Berghes
Carl de Berghes, auch Karl de (von) Berghes, Charles de Berghes und Carlos de Berghes (* 1782 in Monschau, Herzogtum Jülich; † 1869 ebenda), war ein deutscher Baumeister, Geodät und Kartograf, Oberst einer mexikanischen Bürgerwehr und Autor.

## Leben
Berghes studierte Ingenieurwissenschaften, Geometrie und Geodäsie in Aachen, damals Hauptstadt des Département de la Roer in der Französischen Republik. Er verfügte über zeichnerisches Geschick, das er im Laufe seines Lebens immer wieder zu Vorlagen für druckgrafische Reproduktionen nutzte. Fasziniert von den Ideen der Französischen Revolution und von Napoleon Bonaparte trat er der französischen Armee bei. Nach der Niederlage bei Waterloo und dem Sturz des Kaisers ließ er sich von dem Deutsch-Amerikanischen Bergwerksverein in Elberfeld als Ingenieur anwerben und ging 1825 mit einer Gruppe von 20 Bergleuten in den mexikanischen Bundesstaat Zacatecas, um Lagerstätten zu erkunden und zu erschließen. Zusammen mit anderen Agenten erstattete er im Sommer 1826 dem Verwaltungsrat des Bergwerkvereins Bericht über den Stand der Erkundungen in Mexiko. Gemeinsam mit Friedrich von Gerolt, einem der Agenten des Bergwerksvereins, publizierte er 1827 bei Arnz & Comp. die Carta geognostica de los principales distritos minerales del Estado de Mexico, eine mineralogische Spezialkarte Zentralmexikos, die als erste in Farbe gedruckte geologische Karte Mexikos gilt.
Der Generalbericht des Deutsch-Amerikanischen Bergwerksvereins führte Berghes im Jahr 1828 als „Maschinenbaumeister“ des Standorts Chico auf. Enttäuscht von den Perspektiven in dem Unternehmen wechselte er bald zu einer im Bundesstaat Zacatecas operierenden britischen Bergbaugesellschaft. 1831 schloss er sich der Bürgermiliz von Zacatecas an. Dort bekleidete er den Rang eines Obersten der Artillerie. Als Vermessungsingenieur führte er im Auftrag der Regierung Katastervermessungen durch.
Der fortschrittliche Gouverneur des Bundesstaates, Francisco García Salinas (1786–1841), gab ihm auch den Auftrag, verschiedene archäologische Stätten des Landes zu erkunden und Studien darüber anzufertigen. Ab 1831 führte er Vermessungen im Bereich der Ruinen von La Quemada durch. Seine Forschungen und Dokumentationen, deren Zeuge der deutsche Forschungsreisende Joseph Burkart wurde, mündeten in eine wissenschaftliche Beschreibung der Ruinen der Azteken-Siedlungen aus der Zeit ihrer Migration in das Tal von Mexiko.
Infolge politischer Unruhen musste Berghes 1836 Mexiko verlassen. Er kehrte nach Monschau zurück und versuchte, seine Studie – dem Auftrag Salinas’ entsprechend – zu veröffentlichen. Als er keinen Geldgeber für die Veröffentlichung des in spanischer Sprache verfassten Manuskripts fand, übergab er es samt Skizzen im Jahr 1838 an den mexikanischen Historiker José María Luis Mora (1794–1850), welcher seinerzeit in Paris weilte. Nachdem dieser es bei einem Hausbrand verloren hatte, schrieb Berghes die Studie erneut – diesmal in Deutsch – und rekonstruierte die meisten Skizzen und Karten. Diese Arbeit schloss er 1855 in „Münsterpumpe“ (Ortsteil am Pumpenhaus in Münsterbusch bei Stolberg) ab.
Nach Rückkehr aus Mexiko war Berghes eine Weile als „Maschinen-Direktor“ bzw. „Maschinenmeister“ für die Kohlenwerke in Saarbrücken tätig. In den Jahren 1847 bis 1851 wurde er als „Wegebaumeister“ der preußischen Chausseebauverwaltung in Monschau (Wegebaubezirk im Kreis Monschau) erwähnt. Als Kirchenbaumeister entwarf er etwa das Diözesanarchiv in Aachen sowie die katholischen Pfarrkirchen in Zweifall (1850–1852), Unterstolberg (1850–1853) und Rollesbroich (1858). Für die Kirche in Unterstolberg entwarf er 1853 auch einen neogotischen Hochaltar.
Carl de Berghes war Mitglied des Naturhistorischen Vereins der Rheinlande und Westfalens. Nach einer Zeit, die er in der Nähe von Stolberg gelebt hatte, verlebte er seine letzten Jahre in seinem Geburtsort Monschau.

## Schriften/Veröffentlichungen (Auswahl)

Carta geognostica de los principales distritos minerales del Estado de Mexico, 1827

- mit Friedrich von Gerolt: Carta geognostica de los principales distritos minerales del Estado de Mexico formada sobre observaciones astronómicas, barométricas y mineralógicas (= Geognostische Karte der vorzüglichsten Bergwerks-Districte des Staates von Mexico nach astronomischen, barometrischen und mineralogischen Beobachtungen). Arnz & Comp., Düsseldorf 1827 (e-rara.ch).
- mit José María Bustamante: Descripción de la Serranía de Zacatecas, formada por J. M. Bustamante, 1828 y 1829. Mexiko 1834 (Nachdruck: Zacatecas 1889).
- Descripción de la ruinas de asentamientos aztecas durante su migración al Valle de México, a través del actual Estado Libre de Zacatecas. 1855. In deutscher Sprache herausgegeben von Hanns J. Prem: Beschreibung der Überreste aztekischer Niederlassungen auf ihrer Wanderung nach dem Thale von Mexico durch den gegenwärtigen Freistaat von Zacatecas (= Völkerkundliche Abhandlungen. Band XI). Reimer, Berlin 1990.
- Skizzen über Monschau und das Monschauer Land vor neunzig Jahren (1864). Herausgegeben vom Geschichtsverein des Kreises Monschau, Monschau 1954.